# Komarówka Podlaska (gemeente)
De gemeente Komarówka Podlaska is een landgemeente in het Poolse woiwodschap Lublin, in powiat Radzyński.
De zetel van de gemeente is in Komarówka Podlaska.
Op 30 juni 2004 telde de gemeente 4763 inwoners.

## Oppervlakte gegevens
In 2002 bedroeg de totale oppervlakte van gemeente Komarówka Podlaska 137,56 km², waarvan:
- agrarisch gebied: 72%
- bossen: 20%

De gemeente beslaat 14,25% van de totale oppervlakte van de powiat.

## Demografie
Stand op 30 juni 2004:
| Omschrijving                   | Totaal | Totaal | Vrouwen | Vrouwen | Mannen | Mannen |
| ------------------------------ | ------ | ------ | ------- | ------- | ------ | ------ |
| eenheid                        | aantal | %      | aantal  | %       | aantal | %      |
| inwoners                       | 12763  | 100    | 2395    | 50,3    | 2368   | 49,7   |
| bevolkingsdichtheid (inw./km²) | 34,6   | 34,6   | 17,4    | 17,4    | 17,2   | 17,2   |

In 2002 bedroeg het gemiddelde inkomen per inwoner 1298,63 zł.

## Administratieve plaatsen (sołectwo)
Brzeziny, Brzozowy Kąt, Derewiczna, Kolembrody, Komarówka Podlaska, Przegaliny Duże, Przegaliny Małe, Walinna, Wiski, Woroniec, Wólka Komarowska, Żelizna, Żulinki.

## Aangrenzende gemeenten
Drelów, Łomazy, Milanów, Rossosz, Wisznice, Wohyń